# Songeson
Songeson là một xã trong vùng hành chính Franche-Comté, thuộc tỉnh Jura, quận Lons-le-Saunier, tổng Clairvaux-les-Lacs. Tọa độ địa lý của xã là 46° 39' vĩ độ bắc, 05° 49' kinh độ đông. Songeson nằm trên độ cao trung bình là 610 mét trên mực nước biển, có điểm thấp nhất là 530 mét và điểm cao nhất là 832 mét. Xã có diện tích 8.42 km², dân số vào thời điểm 2006 là 70 người; mật độ dân số là 8 người/km².

## Thông tin nhân khẩu
| 1962 | 1968 | 1975 | 1982 | 1990 | 1999 |
| ---- | ---- | ---- | ---- | ---- | ---- |
| 99   | 101  | 85   | 66   | 51   | 58   |

## Địa điểm tham quan
Nhà thờ được xây trong thế kỉ thứ 16 và cải tạo trong thế kỉ thứ 17.